# Mirax insularis
Mirax insularis är en stekelart som beskrevs av Muesebeck 1937. Mirax insularis ingår i släktet Mirax och familjen bracksteklar. Inga underarter finns listade i Catalogue of Life.